# U-158
U-158 — большая океанская немецкая подводная лодка типа IX-C, времён Второй мировой войны.
Заказ на постройку лодки был отдан судостроительной компании АГ Везер в Бремене 25 сентября 1939 года. Лодка была заложена 1 ноября 1940 года под строительным номером 1000, спущена на воду 21 июня 1941 года, 25 сентября 1941 года под командованием капитан-лейтенанта Эрвина Ростина вошла в состав учебной 4-й флотилии. 1 февраля 1942 года вошла в состав 10-й флотилии.
Лодка совершила 2 боевых похода, в которых потопила 17 судов (101 321 брт) и повредила 2 судна (15 264 брт).
30 июня 1942 года потоплена глубинными бомбами самолёта морской авиации США PBM Mariner из состава эскадрильи VP-74, к западу от Бермудских островов в точке 32°50′ с. ш. 67°28′ з. д.. Все 54 члена экипажа погибли.